# 英山县
30°59′14″N 115°48′07″E / 30.98722°N 115.80194°E
英山县是中华人民共和国湖北省黄冈市所辖的一个县，位于湖北省东北部，东、北两面邻接安徽省，总面积为1449平方公里，全县户籍总人口39.06万人。县人民政府駐温泉镇。
英山县位于大别山区，拥有众多的自然景观，境内有3个4A级景区，英山县北部山区所属的黄冈大别山地质公园为世界地质公园之一。山区众多也使英山县交通不便，经济相对落后，长期为国家级贫困县，直到2019年，英山县才退出国家级贫困县序列。

## 历史

### 史前至清末
根据传世典籍记载，夏朝时期，大禹封皋陶之后于今英山县一带，建立英国，属扬州。商代和西周沿袭夏制。春秋时期，楚国崛起，楚成王二十六年（公元前646年）伐灭英国，英地属楚。秦朝建立后，英地属于九江郡，汉高祖刘邦四年时设置淮南国，八年后废除，英地属衡山郡。汉文帝时期属衡山国，汉武帝元狩年间衡山国国除:4，今英山县一带属江夏郡蕲春县，东汉时曾于此处设置蕲春侯国，后来再设蕲春县。:47汉末的献帝年间，设蕲春郡，220年后属东吴。公元280年，晋灭吴，蕲春撤郡，改设县。:48
南北朝时期，今英山县一带先后属宋、齐、梁、北齐、北周。南朝齐武帝年间，设立齐昌郡，蕲阳县改为齐昌县，英地属齐昌。梁武帝年间，罗田县自齐昌县析出，北齐文宣帝时建罗州，管辖齐昌郡，北周灭北齐后将罗州改为蕲州。隋初齐昌县又改为蕲春县，蕲春、罗田两县属蕲州。唐初建立兰溪县并将罗田县并入，玄宗时兰溪县改为蕲水县。:48
公元894年，杨行密攻取蕲州，902年杨行密称吴王，蕲州属杨吴，南唐建立后沿属，公元958年，南唐将蕲州献给后周。公元997年，蕲州归淮南路管辖。1093年，再设罗田县，属蕲州。宋金对峙时期，今英山县一带属南宋，公元1270年（一说1267年:29），南宋再原罗田县东部的直河乡设置英山县。1275年，英山县归顺元朝，1278年开始英山县属于河南江北行省庐州路六安州，:48同年，英山县筑起土城:49。元末，红巾军曾活动于英山一带:2，明朝初年，属南直隶。1639年，英山县县治迁往章山，1643年又迁往添楼乡。清朝建立后英山县属于江南布政使司庐州府，1662年，改属安徽布政使司六泗道。1724年属于六安州:23。1853年，太平军攻入英山县，次年清军击败驻守英山县城的太平军，夺回英山县。此后的十年间，太平军与清军几次争夺英山:25-27。
1911年10月10日，武昌起义，11月安徽省宣告独立，英山县知县县王青选随即树白旗响应:30。

### 民国时期

1912年－1932年，英山縣屬安徽省管轄

1912年中华民国建立后，英山县直属于安徽省，后来先后改属淮泗道、安庆道。1914年2月11日，河南民变领袖白朗率其“公民讨袁军”进入英山，并同当地官军发生战斗，13日，白朗的部队离开英山:31。
1930年3月31日，中共英山县委在英山县组织当地农民和民团武装发动三·二暴动，当年4月7日，红军三十三师和当地暴动部队攻入英山县城。此后红军与国民党军队随即轮番争夺英山县城:48-51。1931年，英山县召开工农兵代表大会，大会将英山县改名红山县，并建立苏维埃政府。1932年，红军战败，主力部队撤离英山，少部分部队留在英山、霍山一带的山区继续进行游击战:52-55。国民政府进驻后，使用原名英山县。同年十一月，英山县划归湖北省，属第三行政督察区，1936年第三、第四行政督察区合并为第二行政督察区，英山县属之。:49:24
1947年，解放军刘伯承和邓小平部进入大别山，9月，解放军攻克英山县，随后建立英山县爱国民主政府，国民党军队又多次夺回英山县城，1949年3月20日，解放军鄂豫军区最终占领英山县城。:60-79:3

### 中华人民共和国时期
1949年，英山县属于湖北省黄冈专署，后来属黄冈地区。1958年，英山县先后开始大跃进运动和人民公社化运动，至年末，英山县各地人民公社建立，区乡均已撤销。:22
1966年，文化大革命开始，6月，中共英山县委在中学设文革工作组，后县委又成立文化大革命领导小组。当年8月，招生考试制度废除，初中生、高中生改由推荐录取，英山县各地也开始破四旧，许多书籍、文物因此损毁:25。至12月末，英山县各个企业和事业单位均建立了文化大革命领导小组。1967年初，造反派红卫兵成立了“红造总”。7月，武汉“7·20”事件发生，原”红造总”中的部分成员随即成立“工造总”。:261968年5月至8月，“工造总”、“红造总”、“敢死兵团”等造反派红卫兵组织多次组织抢劫、破坏英山县人民武装部、邮电局、粮管所和各地供销社，掠得大量财物、票证乃至轻武器，有的派别甚至占据工厂制造武器。不同的造反派别在英山县各地设关卡，利用掠得和制造的武器相互袭击，先后爆发数次武斗，共造成10人死亡、300余人受伤。8月23日，“工造总”和“红造总”在武汉协商，达成联合协议，英山县的武斗才停止。9月11日，英山县革命委员会成立。:27
1981年，英山县革命委员会改回英山县人民政府:581。1995年，黄冈地区撤销，地级市黄冈市建立，英山县沿属。:49:24

## 地理
英山县位于湖北省东北部，大别山南麓，是黄冈市管辖的一个县。英山县位于北纬东经115°31′53″至116°04′02″，北纬30°00′31″至31°08′58″之间，东接安徽省的太湖县、岳西县，北连安徽的金寨县、霍山县，南临湖北的浠水县、蕲春县，其西则为湖北省的罗田县，南北平均长76.7千米，东西平均宽18.8千米，总面积1449平方千米。地势大致呈北高南低，北部主要属于大别山区，山岭众多，地形复杂崎岖，设有黄冈大别山地质公园，该公园2018年列入世界地质公园名录；南部属于长江冲积平原，地形较为平缓。英山县的最高点天堂寨高约1774米；最低点海拔仅有90米，为南部的船型垸。:23

### 气候
| 英山县（1986~2007）                | 英山县（1986~2007） | 英山县（1986~2007） | 英山县（1986~2007） | 英山县（1986~2007） | 英山县（1986~2007） | 英山县（1986~2007） | 英山县（1986~2007） | 英山县（1986~2007） | 英山县（1986~2007） | 英山县（1986~2007） | 英山县（1986~2007） | 英山县（1986~2007） | 英山县（1986~2007） |
| 月份                               | 1月                 | 2月                 | 3月                 | 4月                 | 5月                 | 6月                 | 7月                 | 8月                 | 9月                 | 10月                | 11月                | 12月                | 全年                |
| ---------------------------------- | ------------------- | ------------------- | ------------------- | ------------------- | ------------------- | ------------------- | ------------------- | ------------------- | ------------------- | ------------------- | ------------------- | ------------------- | ------------------- |
| 历史最高温 °C（°F）                | 23.8 (74.8)         | 27 (81)             | 32.4 (90.3)         | 34.1 (93.4)         | 36.4 (97.5)         | 37.8 (100.0)        | 40 (104)            | 40 (104)            | 39.5 (103.1)        | 35.8 (96.4)         | 30.6 (87.1)         | 23 (73)             | 40 (104)            |
| 平均高温 °C（°F）                  | 9.4 (48.9)          | 12 (54)             | 15.9 (60.6)         | 22.7 (72.9)         | 27.5 (81.5)         | 30.3 (86.5)         | 33.2 (91.8)         | 32.8 (91.0)         | 29.6 (85.3)         | 24.2 (75.6)         | 18.1 (64.6)         | 12.2 (54.0)         | 22.3 (72.2)         |
| 日均气温 °C（°F）                  | 4.2 (39.6)          | 6.7 (44.1)          | 10.5 (50.9)         | 16.8 (62.2)         | 21.9 (71.4)         | 25.2 (77.4)         | 28.2 (82.8)         | 27.4 (81.3)         | 23.6 (74.5)         | 17.8 (64.0)         | 11.4 (52.5)         | 6.1 (43.0)          | 16.7 (62.0)         |
| 平均低温 °C（°F）                  | 0.6 (33.1)          | 2.6 (36.7)          | 6.3 (43.3)          | 12.2 (54.0)         | 17.3 (63.1)         | 21.2 (70.2)         | 24.3 (75.7)         | 23.5 (74.3)         | 19.1 (66.4)         | 13.2 (55.8)         | 6.7 (44.1)          | 1.8 (35.2)          | 12.4 (54.3)         |
| 历史最低温 °C（°F）                | −10.1 (13.8)        | −6.4 (20.5)         | −5.2 (22.6)         | 1.7 (35.1)          | 7.5 (45.5)          | 11.4 (52.5)         | 18 (64)             | 16.6 (61.9)         | 8.9 (48.0)          | 1.5 (34.7)          | −5 (23)             | −12 (10)            | −12 (10)            |
| 平均降水量 mm（）                  | 43.8 (1.72)         | 62.7 (2.47)         | 107.1 (4.22)        | 143.1 (5.63)        | 179.9 (7.08)        | 268.4 (10.57)       | 230.8 (9.09)        | 164.2 (6.46)        | 95.2 (3.75)         | 88.4 (3.48)         | 49.7 (1.96)         | 29.0 (1.14)         | 1,462.3 (57.57)     |
| 来源：《英山县志（2015年）》:37-39 |                     |                     |                     |                     |                     |                     |                     |                     |                     |                     |                     |                     |                     |

英山县的气候类型为亚热带季风性湿润气候，四季明显、雨热同期。气温方面，英山县年平均气温16.7度，7月最热，平均气温28.2℃；1月最冷，平均气温4.2℃:38。降水方面，英山县平均降水量1365毫米，降水主要集中在春季和初夏，12个月份中，6月平均降水量最多，为268.4毫米；12月降水最少，平均仅有29毫米:39。

### 水文和水系

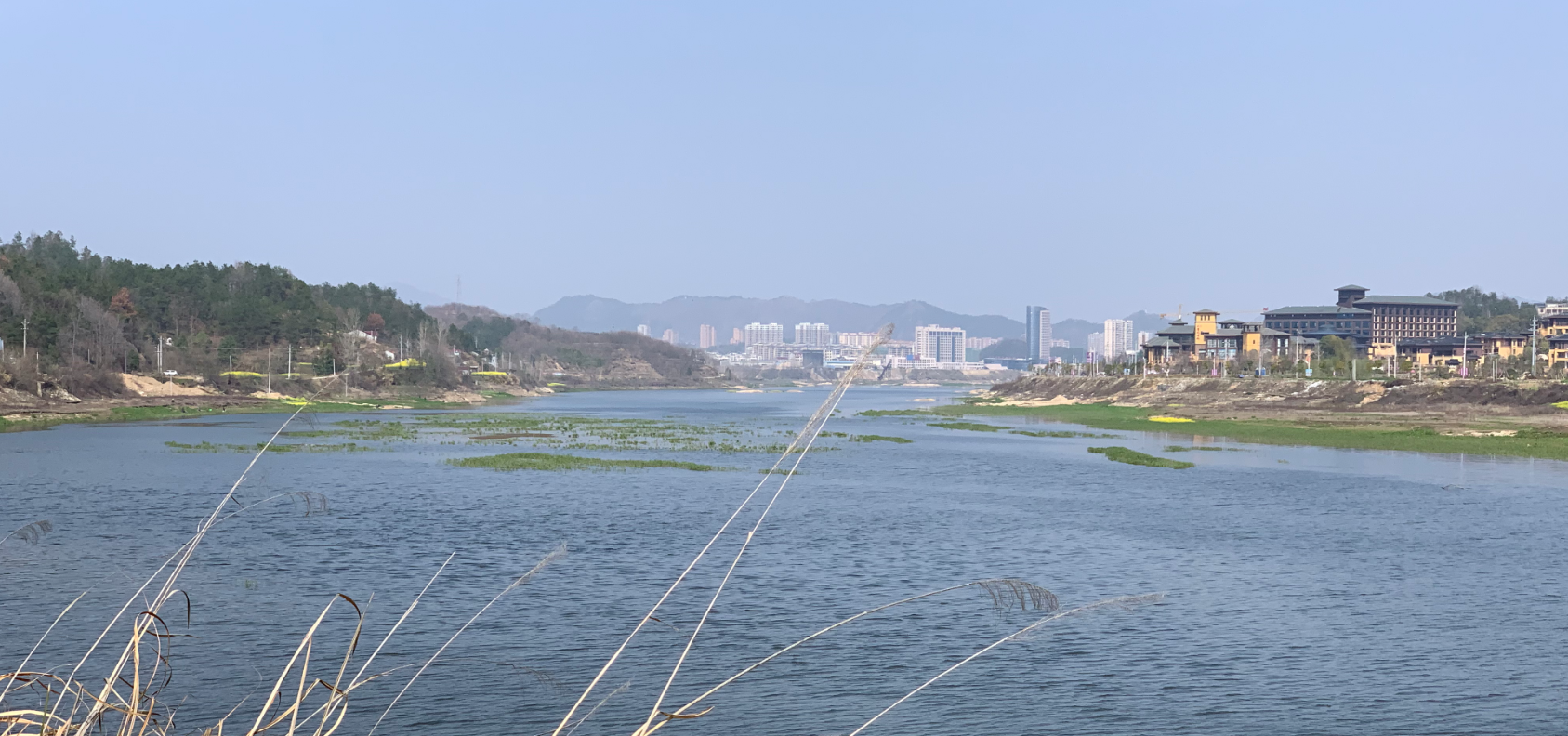
穿越县城而过的东河，远处的建筑群即为英山县城

英山县属于长江流域，境内河流众多，据统计英山县境内共有192条河流，且多自北向南流，最大的两条河流为东河，西河，这两条河流汇于南冲畈，并注入白莲河水库:37。英山县境内的水库有71座，其中大、中型水库有3座:40-41。

### 自然资源
英山县境内有26种矿种，境内有234处矿产地，不过多数尚未开采利用。英山县的主要矿产有花岗岩、石棉矿、水晶矿等:42-43。英山县亦富含地热资源，境内有7个地热区、4个温泉，地热田总储量约为每日38000吨:45-46。
英山县位于大别山区，其县境北部属于大别山自然保护区，动植物资源较为丰富。1998年至1999年，英山县境内进行了一次野生动物资源调查，确认英山县境内有中国国家二级保护动物11种，如金钱豹、林麝、大鲵等，省级保护动物有40种。野生植物中，25种为国家二级及以上的保护树种，陶家河乡的一株银杏树树龄达到1100年。:44-45

## 行政区划

### 现行区划
英山县现下辖11个乡镇，309个行政村，县政府驻地温泉镇。11个乡镇中，8个为行政建制镇，3个为乡，此外还有四个类似乡级单位，包括三个林场和一个经济开发区。
| 区划代码                                                                                           | 区划名称       | 汉语拼音          | 行政村 | 面积（km2） | 邮政编码      |
| -------------------------------------------------------------------------------------------------- | -------------- | ----------------- | ------ | ----------- | ------------- |
| 421124000                                                                                          | 英山县         | Yīngshān Xiàn     | 309    | 1449        | 438700        |
| 421124100                                                                                          | 温泉镇         | Wēnquán Zhèn      | 49     | 160.5       | 438700 438799 |
| 421124101                                                                                          | 南河镇         | Nánhé Zhèn        | 21     | 76.71       | 438701        |
| 421124102                                                                                          | 红山镇         | Hóngshān Zhèn     | 20     | 69.81       | 438704        |
| 421124103                                                                                          | 金家铺镇       | Jīnjiāpù Zhèn     | 27     | 99.6        | 438705        |
| 421124104                                                                                          | 石头咀镇       | Shítouzuǐ Zhèn    | 40     | 264.38      | 438706 438707 |
| 421124105                                                                                          | 草盘地镇       | Cǎopándì Zhèn     | 20     | 167.05      | 438712        |
| 421124106                                                                                          | 雷家店镇       | Léijiādiàn Zhèn   | 32     | 161.84      | 438714        |
| 421124107                                                                                          | 杨柳湾镇       | Yángliǔwān Zhèn   | 42     | 206.87      | 438715        |
| 421124200                                                                                          | 方家咀乡       | Fāngjiāzuǐ Xiāng  | 26     | 77.97       | 438702        |
| 421124201                                                                                          | 孔家坊乡       | Kǒngjiāfāng Xiāng | 21     | 92.64       | 438705        |
| 421124202                                                                                          | 陶家河乡       | Táojiāhé Xiāng    | 12     | 70.33       | 438712        |
| 421124400                                                                                          | 桃花冲林场     |                   |        |             |               |
| 421124401                                                                                          | 吴家山林场     |                   |        |             |               |
| 421124402                                                                                          | 五峰山林场     |                   |        |             |               |
| 421124403                                                                                          | 英山经济开发区 |                   |        |             |               |
| 斜体为类似乡级单位。各乡镇的数据包括类似乡级单位的数据。参考资料：国家统计局、国家邮政局、英山县志 |                |                   |        |             |               |

### 区划沿革
1954年初，英山县下辖八个区，1954年6月，第八区撤销，并入第一区和第七区:20。1955年11月，石头咀、杨柳湾两个镇撤销。1956年，此时一月，原七个县辖区调整为六个区:21。
1958年，人民公社化运动开始，至9月，英山县境内除城关镇和林场、农场外已经建成了15个人民公社，分别为：
卫星公社、红旗公社、红山公社、金星公社、和平公社、东风公社、高峰公社、红峰公社、红星公社、红光公社、上游公社、幸福公社、东红公社、群声公社、灯塔公社。
1958年10月，所有区、乡均撤销，人民公社自此成为基层政权组织:22。1976年初合并公社，6月，公社之下设管理区:30。至1979年，英山县下辖的镇和公社有：
城关镇、石镇公社、草盘公社、金铺公社、雷店公社、杨柳公社、红山公社、长冲公社、南河公社
1984年:33，人民公社撤销，重现建立区、乡二级体制。城关镇则继续直属于县，全县共下辖43个乡，312个大队。至1986年，英山县下辖的县辖区和镇有:24：
城关镇、南河区、长冲区、红山区、金铺区、石镇区、草盘区、雷店区、杨柳区。
1987年9月，英山县进行区乡体制改革，县辖区撤销，合并乡镇，此时，英山县下辖18个乡镇，其中10个乡，8个行政建制镇:8。此时英山县下辖的乡镇有:25：
温泉镇、南河镇、方家嘴乡、彭家畈乡、百丈河乡、红山镇、孔家坊乡、父子岭乡、金家铺镇、石头嘴镇、张家嘴乡、草盘地镇、詹家河乡、过路滩乡、雷家店镇、杨柳湾镇、三门河乡、土门河乡。
2001年2月9日，英山县乡镇调整，原18个乡镇被合并为11个乡镇至今。:16

## 人口及经济
截至2022年末，英山县户籍人口39.06万人，常住人口30.45万人。主体民族为汉族，另外境内也有少数民族81人。
根據第七次人口普查數據，截至2020年11月1日零時，英山縣常住人口310180人。
2022年，英山县地区生产总值为130.47亿元，人均GDP约33402元。第一、二、三产业占比分别为35.4%、21.3%、43.3%。由于英山县地处大别山深处，环境复杂，自然条件较为恶劣，因而长期属于中华人民共和国国家级贫困县。直到2019年4月29日，经湖北省人民政府认定，英山县达到贫困县退出的标准和条件，批准退出国家级贫困县。

## 社会

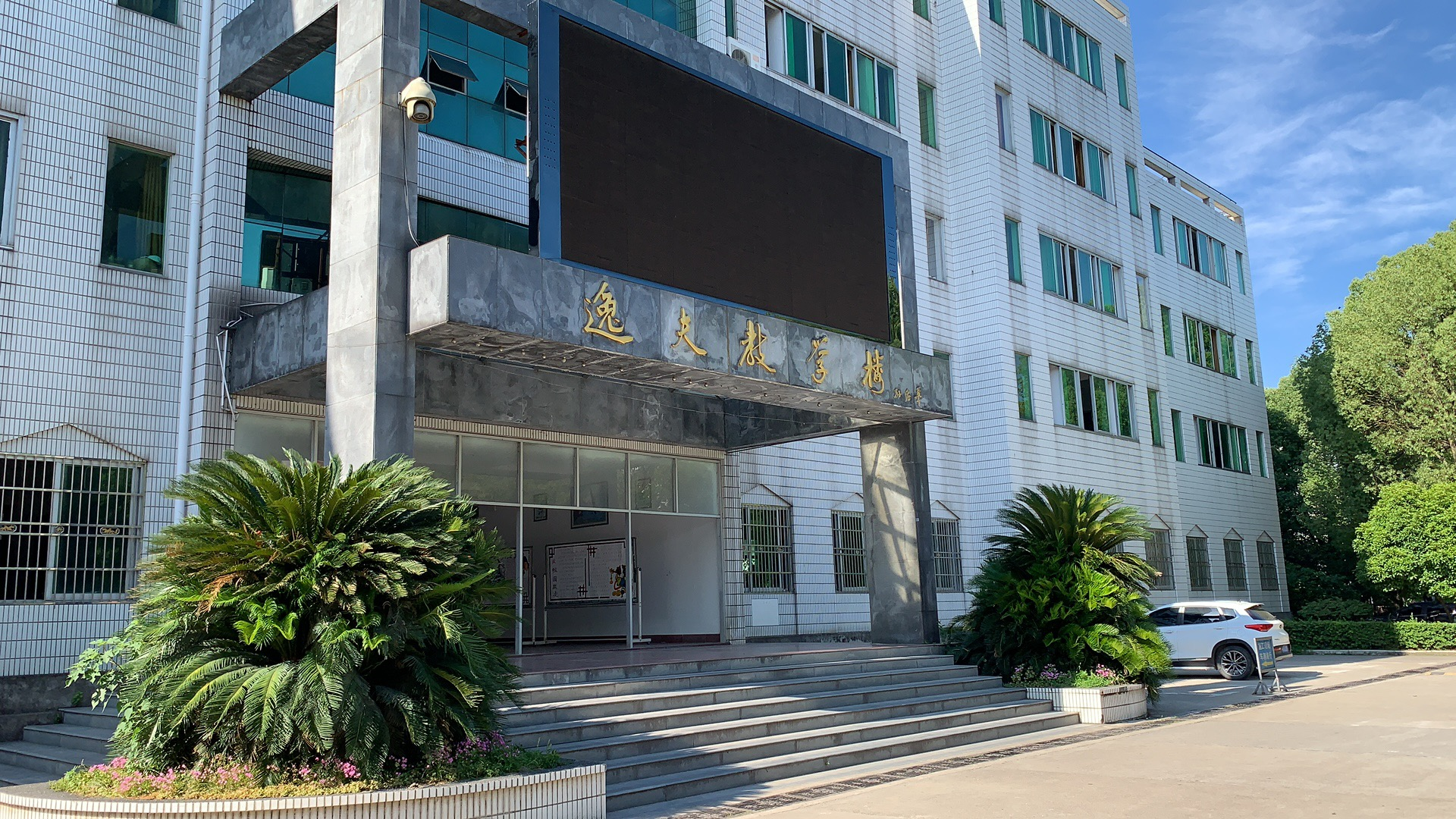
逸夫教学楼，英山县第一中学主教学楼

截至2022年末，教育方面，英山县境内有各类学校120所，其中普通中等职业学校1所，普通中学21所，小学98所。当年英山县在校学生为53006人，共有教师3159人。医疗方面，英山县有4所医院、11所卫生院、1个疾病预防控制中心、1个妇幼卫生保健机构，全县共计有297个医疗机构，卫生专业技术人员1843人。全县累计建成公共图书馆1个、文化馆12个、文化站11个、剧场影院8个。

## 基础设施

### 交通
英山以山地为主，境内多山，地形崎岖复杂，长期以来交通不便。2008年以后，新修多条县道，东西横跨全县的 沪武高速（武汉至英山段旧称武英高速）实现通车，交通状况得到了改善。 318国道和201省道也经过英山县。

### 水利
1958年，英山曾参与兴建鄂东最大的人工蓄水工程白莲河水库，水库建成后，其东北段蓄水区处于英山境内。除此之外，英山另有占河水库、红花水库等2座中型水库，70余座小型水库。

## 文化与旅游

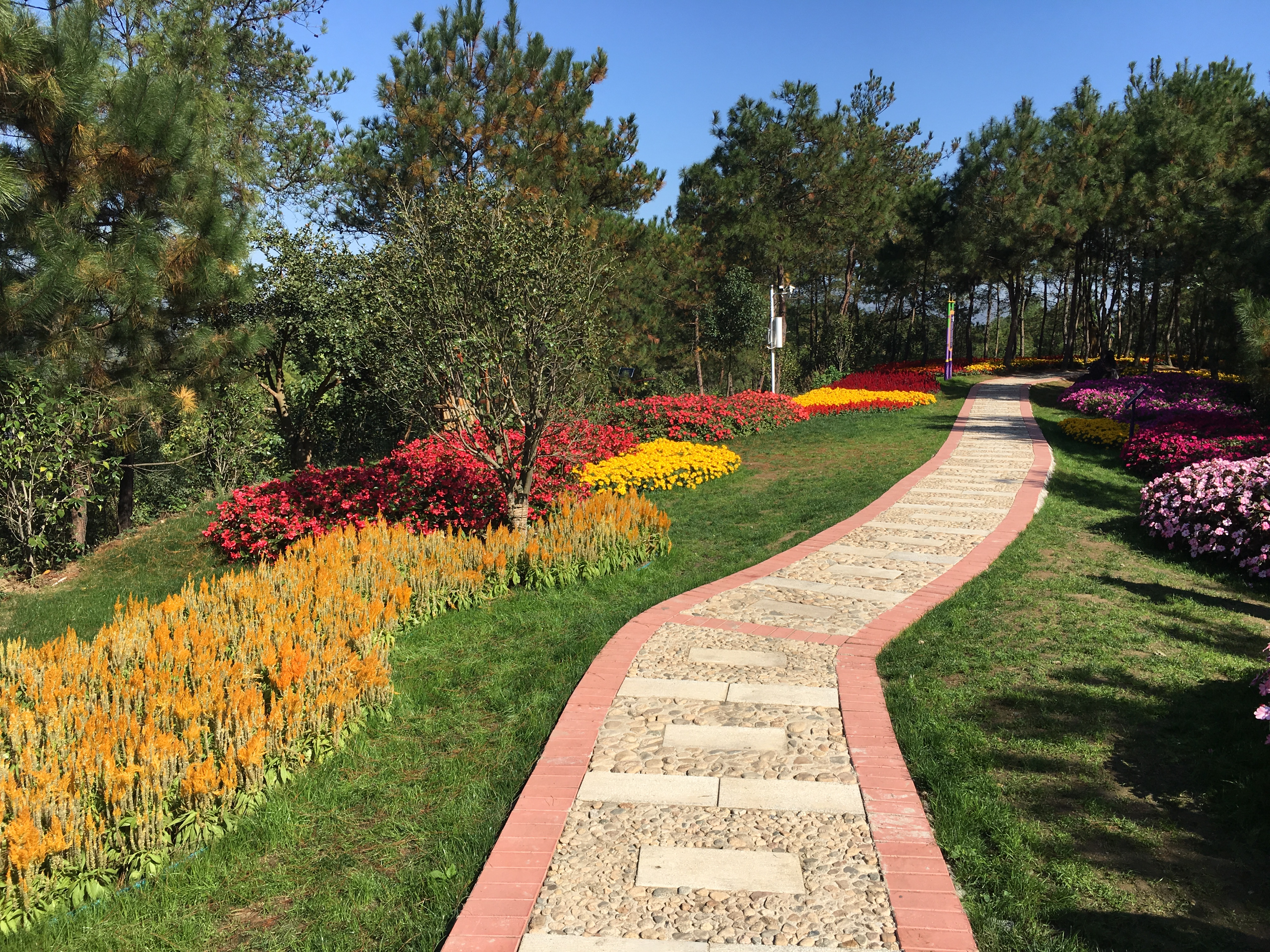
英山四季花海景区

英山县被认为是胶泥活字排版印刷术发明者毕昇的故乡。1990年考古人员在英山县草盘地镇五桂墩村发现了毕昇墓碑，因此英山县被考证为毕昇故乡，如今，英山县有许多学校、商场、道路、饭馆以“毕昇”命名。2019年，英山毕昇墓入选第八批全国重点文物保护单位。清代刑部尚书金光悌，革命家傅慧初纪光鳌等人也是英山人。
英山县位于大别山地区，自然景观较为丰富，境内有四季花海景区、桃花冲旅游风景区、大别山主峰旅游风景区3家4A级旅游景区。3A级旅游景区则有6家。英山县境内有众多茶园，其所产的英山云雾茶为英山县特产。2022年英山共计接待国内游客974万人次，实现国内旅游收入74.8亿元。

### 引用
1. ↑  梁希杰. . 北京: 商务印书馆. 1990.05. ISBN 7-100-00463-2.
2. ↑  国务院第七次全国人口普查领导小组办公室. . 北京市: 中国统计出版社. 2022-07. ISBN 978-7-5037-9772-9. Wikidata Q130368174 （中文）.
3. ↑  英山县人民政府. .   [2020-03-26]. （原始内容存档于2020-03-26）.
4. 1 2 3 4  英山县人民政府. .   [2023-07-30].[]
5. ↑  司马迁. . 封皋陶之后于英、六。
6. ↑  司马迁.  . 维基文库 （中文）. （楚）滅六、英。
7. 1 2  湖北省黄冈地区地方志编纂委员会办公室. . 1991.
8. 1 2 3 4 5 6 7 8 9 10 11 12 13 14 15 16 17  英山县志编纂委员会. . 中华书局. 1998. ISBN 9787101021196.[永久]
9. 1 2 3  英山县地名志领导小组. . 1982-10.
10. ↑  张廷玉等.  . 维基文库 （中文）. 县治本直河乡。崇祯十二年徙于西北之章山，十六年又迁于此境之添楼乡。
11. 1 2 3 4 5 6 7 8 9 10 11 12 13 14 15 16 17  英山县地方志编纂委员会; 田洪光等. . 湖北人民出版社. 2015-01. ISBN 978-7-216-08791-9.
12. 1 2 3 4 5 6  英山县人民政府. . 1981-01.
13. 1 2  英山县人民政府. .   [2020-03-26]. （原始内容存档于2020-03-26）.
14. ↑  英山县人民政府. .   [2020-03-26]. （原始内容存档于2020-03-26）.
15. ↑  . 中华人民共和国中央政府. 2018年4月18日. （原始内容存档于2018年4月18日）.
16. 1 2 3  英山县人民政府. .   [2020-03-26]. （原始内容存档于2020-03-26）.
17. ↑  黄冈市林业局. . 黄冈市人民政府. 2018-03-30  [2020-03-26]. （原始内容存档于2020-03-26）.
18. ↑  中国国家统计局. . 2019  [2020-03-20]. （原始内容存档于2020-03-20）.
19. ↑  . www.citypopulation.de.   [2023-11-16]. （原始内容存档于2023-11-16）.
20. ↑  . 腾讯新闻. 2019-05-01  [2020-03-26]. （原始内容存档于2020-04-05）.
21. ↑  . 湖北省人民政府. 2019-04-29  [2020-03-30].[永久]
22. ↑  武英高速全线通车 （页面存档备份，存于），中国政府网
23. ↑  英山县人民政府. .   [2020-03-26]. （原始内容存档于2020-03-26）.
24. ↑  吴晓松; 余南轩; 陈幼林. . 出版科学: 41–43.
25. ↑  任昉. . 出土文献研究. 1998: 264–273.
26. ↑  英山县文化和旅游局. . 英山县人民政府. 2019-12-29  [2020-03-29]. （原始内容存档于2020-12-01）.
27. ↑  .   [2020-03-30]. （原始内容存档于2020-04-05）.
28. ↑  蒋太旭. . 荆楚网. 2011-05-09  [2020-03-30]. （原始内容存档于2011-05-19）.
29. ↑  . 楚天都市报. 2020-03-24  [2020-03-30]. （原始内容存档于2020-11-27）.
30. ↑  吴滕钰. . 新浪湖北. 2020-01-03  [2020-03-30]. （原始内容存档于2020-04-05）.
31. ↑  余浩. . 求知导刊. 2015, (011): 53–54. doi:10.3969/j.issn.2095-624X.2015.11.041.